# Performa
Performa（パフォーマ）はApple Computerが、Macintosh・Power Macintoshのローエンド機として発売したパソコンのシリーズ名である。1992年から1997年まで生産された。

## 概要
PerformaはMacintoshのローコストの製品で、主にPC初心者やホームユース向けとして発表された。クラリスワークスなど多くのソフトウェアがバンドルされ、キーボード、マウス、モデムなどが付属(当時、Macintoshを含めた一般的なパソコンでは別売りだった)し、「箱から出したらすぐに使える」商品構成であった。この構成は後のiMacへと継承されたほか、IBM系のPC/AT互換機や、日本のNEC PC-9800シリーズにも影響を与えた。
初心者ユーザーへの対応として、操作方法を学習するソフト「Macintoshツアー」や充実したマニュアルを付属させたほか、無料電話相談サポートの「パフォーマホットライン」や修理サービス「ピックアップ＆デリバリー」の展開、また、PerformaユーザーなどのMacビギナーを対象とするサイト「パフォーマタウン」をApple Webサイト内に設けるなどしていた。

## 歴史

### 680X0採用期

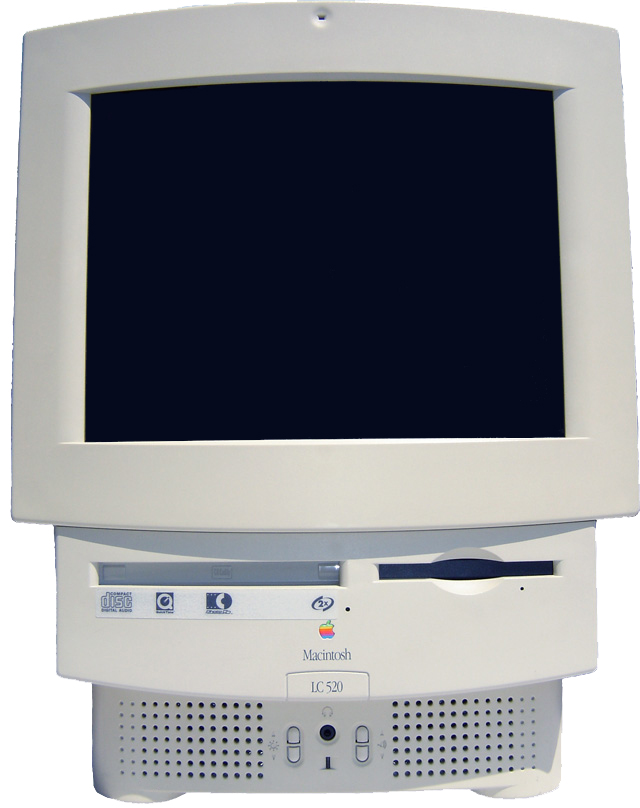
初期のPerformaシリーズのベースとなった、ディスプレイ一体型のMacintosh LC（LC 520）

Performa以前、Macintoshには旧来の構成で販売される廉価機として、小型ピザボックス筐体、及び13インチトリニトロンディスプレイ一体型の「Macintosh LC」シリーズと、「Macintoshの伝統的な形状」であるモノクロ9インチディスプレイ(後にカラーも発売)一体型の「Macintosh Classic」シリーズをラインアップしていた。
当初のPerformaシリーズはこれらの機体をベースに、ソフトウェア、キーボードをバンドルした形態となった。
13インチトリニトロンディスプレイ一体型の「LC5xx」シリーズをベースとした機体が初期のラインアップだったが、「Macintosh ColorClassic II」をベースとした「Performa 275」もラインアップされていた。
しかし、OS、マウスのみバンドルのLCシリーズとほとんど変わらない販売価格で提供したため、利益が少なくなり、当時存在したPC/AT互換機との競争が激化したこともあって、Appleにとっては「売れば売るほど赤字になる商品」となってしまった。
この世代のPerformaとしては最後の製品になる「Performa 588」では、製造コストを下げるため、内蔵ディスプレイがトリニトロン管から湾曲のきつい安価なシャドウマスク管に変更された。

### PowerPC以降
Appleは1994年に、CPUを従来のモトローラ68000系からPowerPCシリーズへと変更した「Power Macintosh」シリーズを発売する。
米国でリリースされていた Power Macintosh 5200 LC を基に、付属品などをPerformaとして仕立て直されたのが「Performa 5210」である。「5xx」シリーズよりさらに高解像度のグラフィックス表示能力が求められ、15インチディスプレイを内蔵。このため筐体デザインは大きく変わり、まったく新規のものとなった。CPUには低消費電力・低発熱の「PowerPC 603」を採用した。拡張スロットは引き続き、PDSスロットと、モデム・LAN用の「Macintosh CSスロット」。PowerPCを採用しながら従来機種との互換性をある程度保ったCordycepsロジックボード(マザーボード)を採用した。68000系搭載のPerformaとの区別を明確にするため、モデル番号は4桁とされた。
ラインアップの充実を図るため、当時のミドルレンジだった「Power Macintosh 7500」シリーズよりも一回り小型の、横置きデスクトップ筐体(LC630系列と同様)を採用した「Performa 6210」も発売された。ただし、ロジックボード等は「5xxx」シリーズと共用で、デスクトップならではの拡張性などは高くなかった。
インターネットの普及黎明期となり、モデムを標準搭載するようになった。また、テレビチューナーを内蔵し、赤外線リモコンを持つものも発売された。
第二世代のPower Macintoshシリーズが採用したPCIバスによる拡張スロットがMacでも一般化したため、途中でロジックボードがAlchemyに変更され、PDSスロットを廃止し、PCIスロットを1基備えるものとなった。一体型筐体色をブラックとした「5420」が発売されたが、構造は従前のままであったため、PCIスロットのフル規格である12インチ長のボードは搭載できず、6インチ以下のものに限定された。しかし、実際には12インチボードが搭載できないことによる制約はそれほど深刻ではなかった。一方、セパレート構成のものはミニタワー型の「6410」「6420」に変更された。こちらはPCIスロットを2基備える。
Performa製品ラインの存在は、同社の他の製品ラインとの間で競合を起こしており、生産管理のミスで大幅な赤字で在庫処分をせざるをえなくなり、マイケル・スピンドラーが更迭されギル・アメリオへのCEO交代劇を起こした。スティーブ・ジョブズがAppleの経営に復帰した後にPerformaは廃止され、コンシューマー向け製品ラインはデスクトップモデルの「iMac」「eMac」とノートブックモデルの「iBook」に再構成された。

## 製品ラインナップ

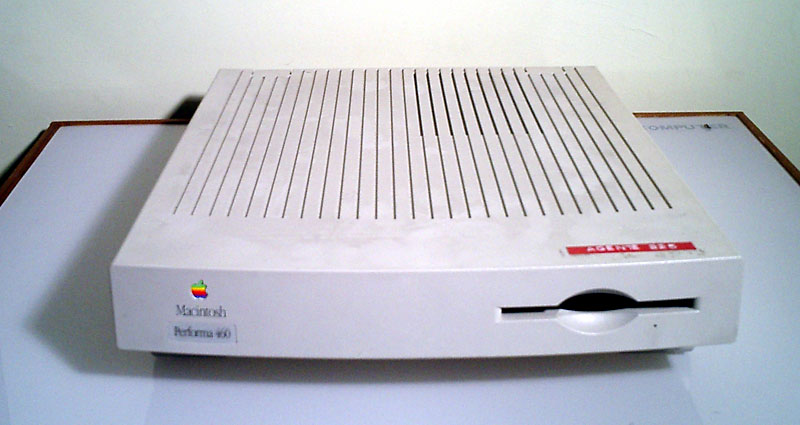
Performa 460

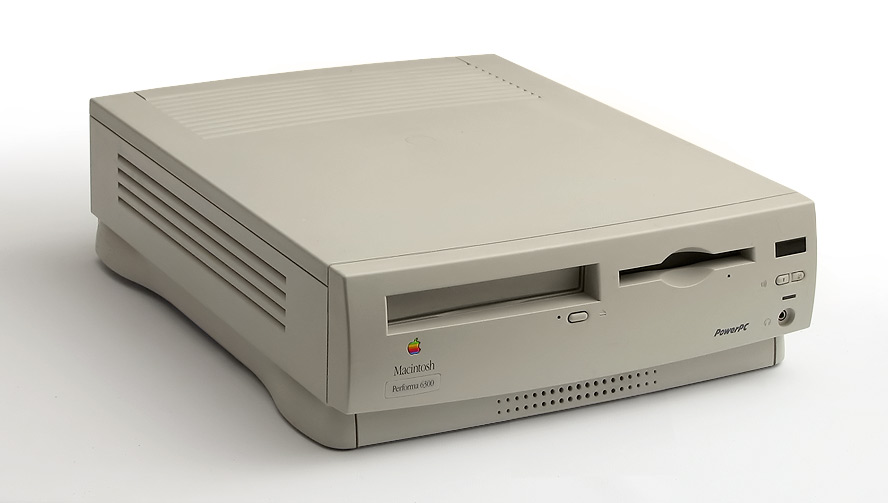
Performa 6300

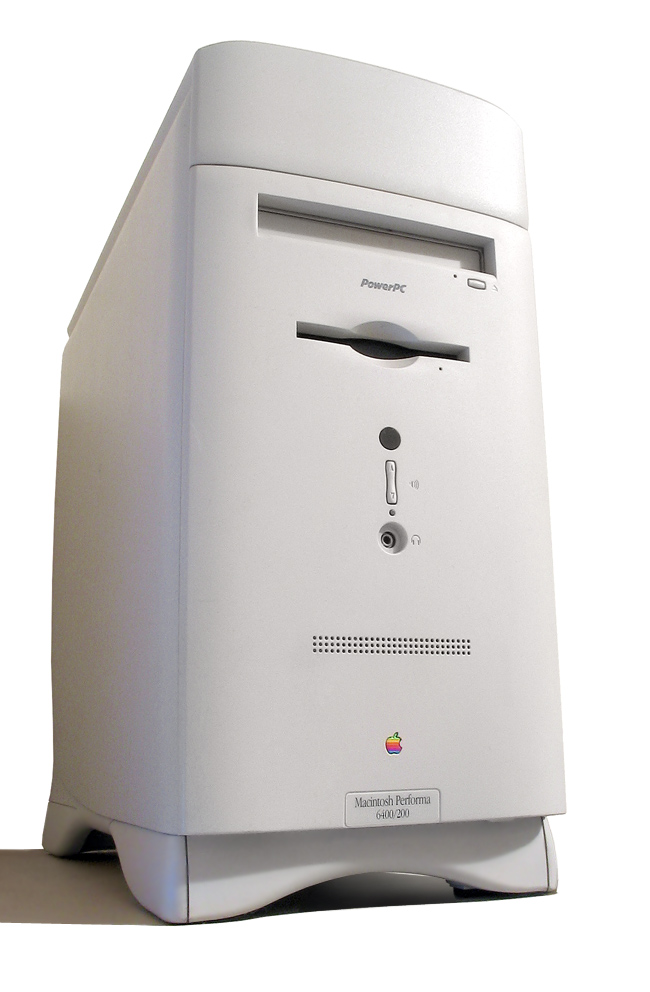
Performa 6400

左記はPerformaシリーズとしてのモデル、右記は同一モデルないしベースモデル。なお、日本で販売されなかったモデルも含む。

### 680X0搭載機
1992年
- Performa 200 - Macintosh Classic II（英語版）
- Performa 400, 405, 410, 430 - Macintosh LC
- Performa 600 - Macintosh IIvx（英語版）

1993年
- Performa 250 - Macintosh Color Classic
- Performa 275 - Macintosh Color Classic II
- Performa 450 - Macintosh LC III（英語版）
- Performa 460, 466, 467 - Macintosh LC III+（英語版）
- Performa 475, 476 - Macintosh LC 475
- Performa 520 - Macintosh LC 520（英語版）

1994年
- Performa 550, 560 - Macintosh LC 550（英語版）
- Performa 575, 577, 578 - Macintosh LC 575（英語版）
- Performa 630, 631, 635, 636, 637, 638, 640 - Macintosh LC 630

1995年
- Performa 580, 588 - Macintosh LC 580（英語版）

### PowerPC搭載機
1994年
- Performa 6110, 6112, 6115, 6116, 6117, 6118 - Power Macintosh 6100

1995年
- Performa 5200, 5210, 5215, 5220 - Power Macintosh 5200 LC（英語版）
- Performa 6200, 6205, 6210, 6214, 6216, 6218, 6220, 6230 - Power Macintosh 6200（英語版）
- Performa 5300, 5320 - Power Macintosh 5300 LC（英語版）

1996年
- Performa 6260[5], 6290, 6300, 6310, 6320 - Power Macintosh 6300（英語版）
- Performa 5260,5270[6], 5280[7] - Power Macintosh 5260 LC（英語版）
- Performa 5400, 5410, 5420[6], 5430, 5440[7] - Power Macintosh 5400（英語版）
- Performa 6360 - Power Macintosh 6360（英語版）
- Performa 6400[8],6410, 6420[9] - Power Macintosh 6400（英語版）